# 太陽とバラ
『太陽とバラ』（たいようとバラ）は、1956年に公開した木下恵介監督の日本映画である。製作は松竹。ゴールデングローブ賞外国語映画賞、第30回キネマ旬報ベスト・テン第9位。

## スタッフ
- 監督・脚本：木下惠介
- 撮影：楠田浩之
- 音楽：木下忠司
- 美術：梅田千代夫
- 編集：杉原よ志
- 監督助手：大槻義一

## キャスト
- 長谷正比呂：石浜朗
- 秋山清：中村嘉津雄
- 清の母：沢村貞子
- 長谷敬子：久我美子
- 秋山薫：有田紀子
- 洋子：杉田弘子
- 辻長七：田中晋二
- 正比呂の母：三宅邦子
- 正比呂の父：北竜二
- 桜井：竜岡晋
- すし屋の親父：須賀不二男
- すし屋のおかみさん：桜むつ子
- 左隣のおかみさん：吉川満子
- 左隣の親父：磯野秋雄
- 山中次郎：田村保
- 次郎の母：野辺かほる
- 工場所長：奈良真養
- 右隣の親父：小林十九二
- 右隣のおかみさん：春日千里
- バーのマスター：諸角啓二郎
- 別荘の小母さん：水木涼子
- タバコ屋のおばさん：谷よしの